# Joachim Paltzo

Joachim Paltzo

Joachim Paltzo (* 11. Januar 1912 in Rastenburg; † 19. Januar 1944) war ein deutscher Politiker (NSDAP).

## Leben und Wirken
Von 1919 bis zum März 1931 besuchte Paltzo die Volksschule, das Gymnasium und das Oberlyzeum in Rastenburg. Bis 1930 war er führend in der Hitlerjugend (HJ) und im NS-Schülerbund tätig. Zum 1. Juni 1930 trat er der NSDAP bei (Mitgliedsnummer 285.485). Seit dem April 1931 studierte Paltzo Mathematik, Physik und Chemie (nach anderen Angaben Philologie) an der Albertus-Universität Königsberg.
Nachdem er früher bereits als Gauredner aufgetreten war, war Paltzo von 1932 bis 1937 Gaupropagandaleiter der Gauleitung Ostpreußen der NSDAP sowie seit 1935 gleichzeitig Landeskulturwalter und ab 1937 bis Januar 1944 Leiter des Reichspropagandaamts Ostpreußen. Von Juni 1933 bis zum Januar 1944 war er zudem Landeskulturwalter für Ostpreußen und vom 12. Juli 1933 bis 1937 Leiter der Landesstelle im Bezirk I (Ostpreußen). Am 9. Februar 1940 trat er im Nachrückverfahren für den verstorbenen Abgeordneten Hermann Bethke als Abgeordneter in den nationalsozialistischen Reichstag ein, dem er bis zu seinem Tod im Januar 1944 als Vertreter des Wahlkreises 1 (Ostpreußen) angehörte.
Von September 1939 bis September 1942 leistete Paltzo Kriegsdienst in der Wehrmacht, zuletzt als Leutnant der Reserve. Nach dem deutschen Überfall auf die Sowjetunion war Paltzo einer der führenden Mitarbeiter von Erich Koch, dem Leiter der deutschen Besatzungsverwaltung in der Ukraine. Von September 1942 bis zu seinem Tod im Januar 1944 leitete er die Hauptabteilung Volksaufklärung und Propaganda beim Reichskommissar für die Ukraine.
Paltzo starb am 19. Januar 1944 bei Kampfhandlungen.